# 零級反應
在化學中，零級反應（zero-order reaction），亦稱為零次反應是指反應級數為0的化學反應。
零级反应的例子有：
- 氨在催化剂表面分解为氮气和氢气的反应，即哈伯法合成氨的逆反应： {\displaystyle 2NH_{3}(g)\rightarrow \;3H_{2}(g)+N_{2}(g)}
- 一氧化二氮在金表面分解为氮气和氧气的反应。
- 2,4-二氯苯氧乙酸的生物降解反应。
- 芳香烃在堆肥中被降解的反应。
- 苯酚被产甲烷菌降解的反应。
- 降冰片烯在茂钛取代环丁烷催化下聚合为聚降冰片烯的反应。[1]

## 性質
对于反应 {\displaystyle \ A\rightarrow } 产物，零级反应的特征是，反应速率与反应物浓度的零次幂成正比，也就是说反应的反应速率与反应物浓度无关，反应是匀速的。这可能是由于这类反应的速率制约于固体的总表面积及其具有催化作用的位点，只有反应物与催化剂固体表面结合，才会发生反应，反应一开始固体表面就会被反应物占满，再增加反应物浓度当然就不会改变反应速率。此外，一些光化学反应只与光的强度有关，光的强度保持恒定则为等速反应，反应速率不会为反应物浓度变化而有所变化，所以它是零级反应。零级反应的速率方程为：
{\displaystyle \ r=k}
其中，{\displaystyle r\,} 是反应速率，{\displaystyle k\,} 是反应速率常数，其物理意义为单位时间内反应物浓度的减少量，因此单位为 {\displaystyle mol\cdot L^{-1}\cdot s^{-1}\,}。即：
{\displaystyle r=-{\frac {d[A]}{dt}}=k}
将上式积分，可以得到零级反应的积分速率方程：
{\displaystyle \ [A]_{t}=-kt+[A]_{0}}
其中，{\displaystyle \ [A]_{t}} 为反应至某一时刻 {\displaystyle t\,} 时反应物 {\displaystyle \ A} 的浓度，{\displaystyle \ [A]_{0}} 为反应开始（{\displaystyle \ t=0}）时反应物 {\displaystyle \ A} 的初始浓度。可见零级反应中，{\displaystyle \ [A]-t} 呈线性关系。对两者作图时，图象的斜率为 {\displaystyle \ -k}，图象的 {\displaystyle \ y}－截距为反应物 {\displaystyle \ A} 的初始浓度  {\displaystyle \ [A]_{0}}。
反应物浓度下降到初始浓度一半所需要的时间定义为半衰期，以 {\displaystyle \ t_{\tfrac {1}{2}}} 表示。即：
{\displaystyle \ [A]_{t_{\tfrac {1}{2}}}={\frac {[A]_{0}}{2}}}
将上式代入零级反应的积分速率方程，可以得到零级反应的半衰期为：
{\displaystyle \ t_{\frac {1}{2}}={\frac {[A]_{0}}{2k}}}
表明零级反应的半衰期与反应物的初始浓度成正比关系。

## 速率方程
假設反應速率(rate)為R，反應物A的濃度為[A]，速率常數為k，其速率方程如下：
{\displaystyle R=k[A]^{0}=k}
由上式可知，零級反應的反應速率與反應物濃度無關，即：
{\displaystyle -{\frac {d[A]}{dt}}=k...(1)}
現將(1)式移項，整理如下：
{\displaystyle d[A]=-kdt}
兩邊同時積分，時間為0的時候，A的濃度寫成[A]0，得：
{\displaystyle \int _{[A]_{0}}^{[A]}d[A]=-k\int _{0}^{t}dt}
得{\displaystyle [A]-[A]_{0}=-kt}
移項後得{\displaystyle [A]=[A]_{0}-kt...(2)}
得到的式子(2)就是濃度與時間的關係。
由所得(2)式又可推導半生期(half-life)(亦稱半衰期)，{\displaystyle t_{\frac {1}{2}}}代表濃度變成一半時的時間：
{\displaystyle {\frac {[A]_{0}}{2}}=[A]_{0}-kt_{\frac {1}{2}}}
可得半生期：
{\displaystyle t_{\frac {1}{2}}={\frac {[A]_{0}}{2k}}}